# Liste der Kulturdenkmale in Neustadt/Vogtl.

Wappen von Neustadt

In der Liste der Kulturdenkmale in Neustadt/Vogtl. sind die Kulturdenkmale der sächsischen Gemeinde Neustadt/Vogtl. verzeichnet, die bis Juli 2019 vom Landesamt für Denkmalpflege Sachsen erfasst wurden (ohne archäologische Kulturdenkmale). Die Anmerkungen sind zu beachten.
Diese Aufzählung ist eine Teilmenge der Liste der Kulturdenkmale im Vogtlandkreis. 

## Neustadt/Vogtl.
| Bild                                    | Bezeichnung                    | Lage                         | Datierung | Beschreibung | ID       |
| --------------------------------------- | ------------------------------ | ---------------------------- | --------- | --- | -------- |
| Direkt Bild zu diesem Denkmal hochladen | Wohnhaus (ehemals Gasthaus)    | Oelsnitzer Straße 33 (Karte) | Um 1900   | Mit Laden, Ziegelfassade, aufwändig gestalteter Historismusbau, ortshistorisches Zeugnis eines Geschäftshauses vergangener Zeiten. Eingeschossiger roter Klinkerbau mit Drempelgeschoss, gelbe Klinkergliederung, Granitquadersockel, Mittelrisalit mit Segmentbogeneingang (originale Gründerzeittür mit Oberlicht, Treppenaufgang, Granitstufen), Zwerchgiebel mit drei Segmentbogenfenstern und Halbrundfenster im Giebeldreieck, Segmentbogenfenster mit Sohlbänken und Schlussstein, Fenster erneuert, insgesamt Satteldach (neues Kupferdach), Satteldachgaupen, im Drempel kleine Segmentbogenfenster, Ziegelsteintraufe, seitlich Laderampe mit originaler historischer Holztür mit Oberlicht, Gesimsbänder, Gasthaus (auch „d’r Dorfladen“ genannt). | 08985791 |
| Weitere Bilder                          | Gemeindeamt (ehemalige Schule) | Oelsnitzer Straße 40 (Karte) | 1904      | Repräsentativer, gut gegliederter Ziegelbau von ortsgeschichtlicher Bedeutung. Zweigeschossiger Klinkerbau mit verschiedenfarbiger Klinkergliederung, Kellersockel Granitquadermauerwerk, traufseitig elf Fensterachsen, Lisenengliederung, Segmentbogenfenster, Brüstungsfelder von Kleeblattbögen überfangen, Sturzbögen, im Mittelrisalit hohe spitzbogige Eingangstür mit schräger Verdachung, im Obergeschoss Rundbogenfenster (gekuppelt) und Rundfenster, im Zwerchgiebel Uhr, über Eingang Lindenbaum-Relief (Sandstein), Walmdach (Schiefer), Dachhäuschen, Fenster erneuert. | 08985705 |
| Direkt Bild zu diesem Denkmal hochladen | Wohnhaus                       | Oelsnitzer Straße 74 (Karte) | Um 1900   | Im Rundbogenstil gestalteter straßenbildprägender Ziegelbau mit Schwebegiebeln, baugeschichtlich von Bedeutung. Eingeschossiger Klinkerbau mit zweifarbiger Klinkergliederung (oranger Klinker mit roter und dunkelrot glasierter Klinkergliederung), Sockel Sandsteinquadermauerwerk, traufseitig Mittelrisalit und Zwerchhaus, Satteldach (Pfettendach) mit Schieferdeckung, im Drempelgeschoss rundbogige Zwillingsfenster mit Mittelpfosten (Granit), insgesamt Rundbogenfenster mit floral gestaltetem Schlussstein, rundbogiger Schwebegiebel, profilierte Knaggen, profilierte Fenstergewände aus ornamentierten Klinkerziegeln, Satteldach-Gaupen, Fenster erneuert, giebelseitig Eingangshäuschen.                                                   | 08985704 |

## Poppengrün
| Bild                                    | Bezeichnung                                              | Lage                                     | Datierung                 | Beschreibung | ID       |
| --------------------------------------- | -------------------------------------------------------- | ---------------------------------------- | ------------------------- | --- | -------- |
| Weitere Bilder                          | Meilenstein                                              | Oelsnitzer Straße (Karte)                | 2. Hälfte 19. Jahrhundert | Königlich-Sächsischer Meilenstein, zum Wegweiserstein umgestaltet, verkehrsgeschichtliches Denkmal. Inschriften: - erste Seite: „nach Oelsnitz“ und Hand - zweite Seite: „nach Schöneck“ und Hand | 09246924 |
| Weitere Bilder                          | Kriegerdenkmal für die Gefallenen des Ersten Weltkrieges | Oelsnitzer Straße 73 (gegenüber) (Karte) | Um 1920                   | Ortshistorische Bedeutung. Große aufrecht stehende Kunststein-Stele, grob behauen, Stirnseite eingetiefte Inschrifttafel mit den Namen der Gefallenen, seitlich Eichenbaum-Relief, umrankt die Inschrift „Die Toten mahnen“, alter Baumbestand (Buchen) um das Kriegerdenkmal. | 08985702 |
| Direkt Bild zu diesem Denkmal hochladen | Wohnstallhaus (Umgebinde) eines Zweiseithofes            | Oelsnitzer Straße 93 (Karte)             | Anfang 19. Jahrhundert    | Eingeschossiges Gebäude, Zeugnis der vogtlandtypischen Blockbauweise mit Umgebinde, baugeschichtlich von Bedeutung. Wohnstallhaus, hinterer Stallteil Bruchstein, verputzt, zwei Eingänge, eingeschossig, vermutlich Blockstube (Lehmputz), Umschrot, Umgebinde (Ständer mit Kopfstreben), Mittelteil massiv, verputzt, hinterer Teil Stall, Satteldach (Pappe), Giebel verschiefert, alte Fenster, Sohlbänke aus Holz, in der Stube Einschubdecke, Tonnengewölbe im Keller, an rückwärtiger Traufseite Backhaus, in der Stube alter Ofen mit gusseisernen Türen und Wasserbehälter. | 08985703 |

## Tabellenlegende
- Bild: Bild des Kulturdenkmals, ggf. zusätzlich mit einem Link zu weiteren Fotos des Kulturdenkmals im Medienarchiv Wikimedia Commons. Wenn man auf das Kamerasymbol klickt, können Fotos zu Kulturdenkmalen aus dieser Liste hochgeladen werden:
- Bezeichnung: Denkmalgeschützte Objekte und ggf. Bauwerksname des Kulturdenkmals
- Lage: Straßenname und Hausnummer oder Flurstücknummer des Kulturdenkmals. Die Grundsortierung der Liste erfolgt nach dieser Adresse. Der Link (Karte) führt zu verschiedenen Kartendiensten mit der Position des Kulturdenkmals. Fehlt dieser Link, wurden die Koordinaten noch nicht eingetragen. Sind diese bekannt, können sie über ein Tool mit einer Kartenansicht einfach nachgetragen werden. In dieser Kartenansicht sind Kulturdenkmale ohne Koordinaten mit einem roten bzw. orangen Marker dargestellt und können durch Verschieben auf die richtige Position in der Karte mit Koordinaten versehen werden. Kulturdenkmale ohne Bild sind an einem blauen bzw. roten Marker erkennbar.
- Datierung: Baubeginn, Fertigstellung, Datum der Erstnennung oder grobe zeitliche Einordnung entsprechend des Eintrags in der sächsischen Denkmaldatenbank
- Beschreibung: Kurzcharakteristik des Kulturdenkmals entsprechend des Eintrags in der sächsischen Denkmaldatenbank, ggf. ergänzt durch die dort nur selten veröffentlichten Erfassungstexte oder zusätzliche Informationen
- ID: Vom Landesamt für Denkmalpflege Sachsen vergebene, das Kulturdenkmal eindeutig identifizierende Objekt-Nummer. Der Link führt zum PDF-Denkmaldokument des Landesamtes für Denkmalpflege Sachsen. Bei ehemaligen Kulturdenkmalen können die Objektnummern unbekannt sein und deshalb fehlen bzw. die Links von aus der Datenbank entfernten Objektnummern ins Leere führen. Ein ggf. vorhandenes Icon  führt zu den Angaben des Kulturdenkmals bei Wikidata.